# 양복 (전한)
양복(楊僕, ? ~ ?)은 전한 중기의 관료로, 의양(宜陽) 사람이다.

## 생애
천부(千夫) 신분으로 아전이 되었고, 하남수의 천거로 어사(御史)가 되었다. 관동의 도적들을 토벌하고 윤제를 본받아 과감히 통치하여, 승진을 거듭하여 주작도위가 되었다. 무제는 양복을 유능하다고 생각하였다.
남월이 반란을 일으켰을 때 누선장군(樓船將軍)이 되어 진압에 나섰고, 공을 세워 장량후(將梁侯)에 봉해졌다. 동월의 반란 때에도 왕온서와 함께 이를 진압하였다. 좌장군 순체와 함께 조선 정벌에 나섰으나 불화하여 차질을 빚었고, 평정 후 관작을 박탈당하고 병들어 죽었다.

## 출전
- 반고, 《한서》 권90 혹리전

| 전임 조이기 | 전한의 주작도위 기원전 119년 ~ 기원전 112년 | 후임 (우부풍) 감선 |